# Автогара Велико Търново
Автогара ЮГ Велико Търново се намира в непосредствена близост до Южен пътен възел в град Велико Търново. Открита е през 1969 г.
Автогара Юг е една от най-модерните в страната и отговаря на всички изисквания за подобен тип комплекси. На партера има нова приветлива чакалня, санитарни възли, които отговарят на изискванията за пътнико-потока, съоръжения за инвалиди и стая за майки с деца. За удобството на пътниците има заведенията и електронни информационни табла, както и каси за продажба на билети. 
Всекидневно от Автогара Юг за София и страната преминават между 70 и 75 автобуса.

## История
В града е съществувал омнибусен транспорт за връзка с Горна Оряховица още в началото на XX век. Омнибусни превози са се осъществявали от гара Горна Оряховица до Търново и Елена. В града е имало и клон на Международното акционерно автомобилно дружество „Стрела“  София. След Втората световна война се създават и първите автобусни връзки. Първата създадена такава е до пристанищния град Свищов. След това се създават връзки на града с по-големите околни населени места: Павликени, Стражица и Дряново. Автобусите обикновено са били винаги пълни и тяхната крайна спирка е била площад Майка България. В края на 60-те години се обособява място за спиране на всички междуградски автобуси е на практика това става първата автогара в града. Няколко години по-късно се построява и първата сграда. Днес от автогарата има редовни връзки за София, Варна, Шумен и други градове в България.